# Banyarwanda
Els banyarwanda (Kinyarwanda: plural: Abanyarwanda, singular: Umunyarwanda; literalment els que venen de Ruanda) són el grup cultural i lingüístic d'habitants que viuen a Ruanda. Dins els banyarwanda hi ha tres subgrups: hutu, tutsi i batwa. Alguns banyarwanda viuen a la República Democràtica del Congo, hi migraren des de la veïna Ruanda en onades. Al Congo, viuen a les províncies de Kivu del Nord i Kivu del Sud. Hi ha també 1 milió de banyarwanda a Uganda, on viuen a l'oest del país; Umutara i Kitara són els centres de les seves àrees d'agricultura i pasturatge.

## Classificació
Els banyarwanda, a través de la seva llengua el kinyarwanda, formen un subgrup del pobles bantus, que habiten en una àrea geogràfica que s'estén a l'est i al sud d'Àfrica central a través de la zona dels Grans Llacs d'Àfrica a l'Àfrica Austral. Acadèmics del Museu Reial de l'Àfrica Central a Tervuren, basant-se en treballs recents de Malcolm Guthrie, posaren el kinyarwanda entre les llengües bantus dels Grans Llacs. Aquests grups de classificació inclou el banyarwanda amb 19 altres grups ètnics més com els barundi, banyankore, baganda i bahunde.

## Història

### Orígens

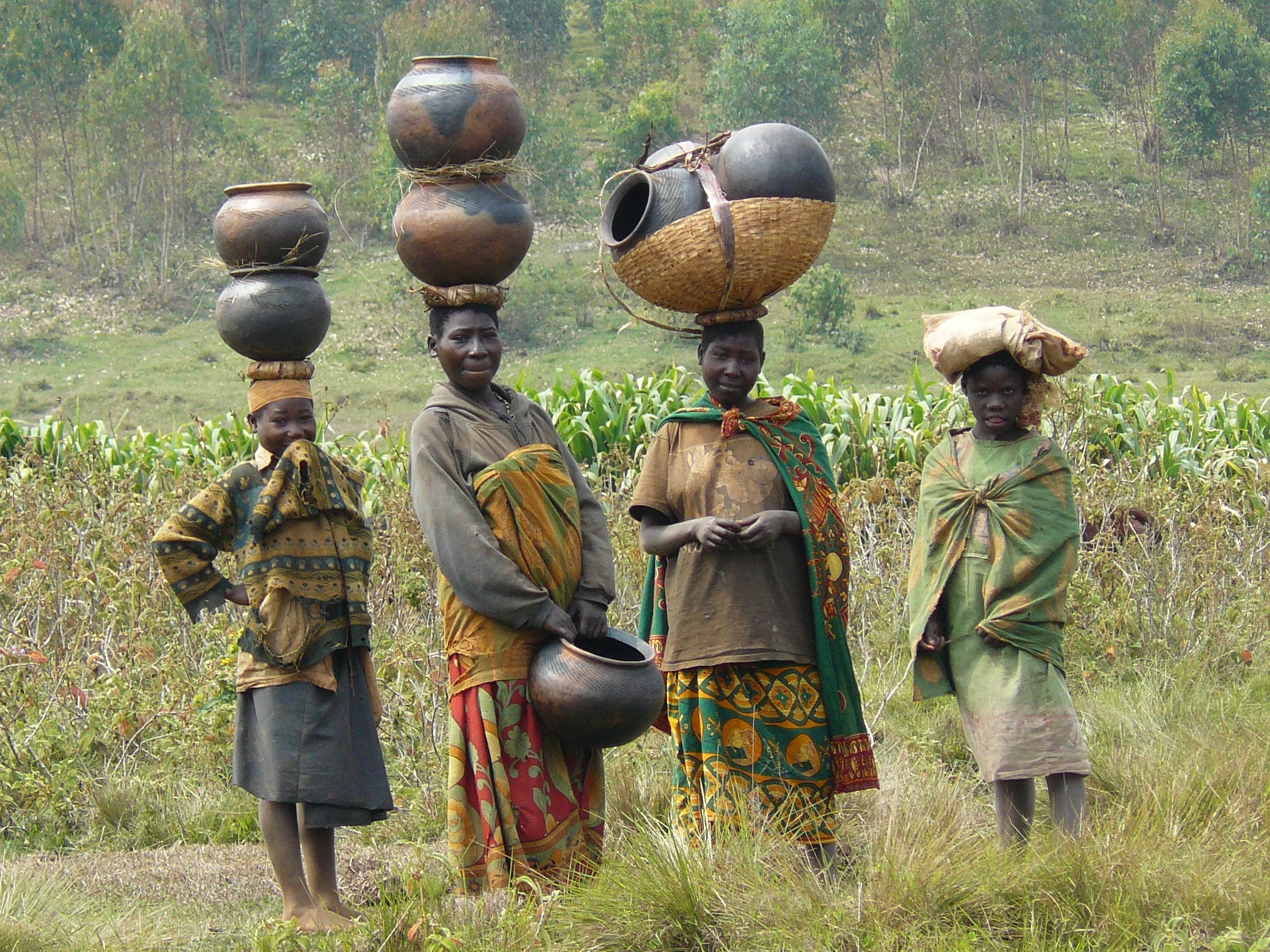
Els twa van ser els primers dels grups Banyarwanda a establir-se al territori de Rwanda

Els banyarwanda són descendents d'un grup divers de pobles que es van establir a la zona a través d'una sèrie de migracions. Els habitants més antic coneguts de l'àrea Grans Llacs d'Àfrica eren un grup dispers de caçadors recol·lectors, que hi van viure a la fi de l'Edat de Pedra. Van ser seguits per una major població de colons en la primera Edat de Ferro, qui elaboraven eines de ferro i ceràmica. Aquests primers habitants van ser els avantpassats dels twa, un grup d'aborígens pigmeus caçadors-recol·lectors que romanen a la zona avui dia. Entre el 700 aC i el 1500 un nombre de pobles bantu van migrar al territori, i va començar a desforestar terres per a practicar l'agricultura. Els twa dels boscos van perdre gran part del seu hàbitat i es va traslladar als vessants de muntanyes. Els historiadors tenen diverses teories pel que fa a la naturalesa de les migracions bantus; una teoria és que li primers pobladors eren hutu, mentre que els tutsi emigraren després i van formar un grup racial diferent, possiblement d'origen cuixític. Una teoria alternativa és que la migració va ser lenta i constant, amb grups entrants integrant-se en lloc de conquerir la societat existent. Segons aquesta teoria, la distinció entre hutus i tutsis va sorgir després i era una distinció de classe més que no de raça.
La primera forma d'organització social a la zona va ser el clan (ubwoko). Els clans no es van limitar als llinatges genealògics o àrea geogràfica, i la majoria inclouen hutu, tutsi i twa. A partir dels segles XIV o XV els clans van començar a unir-se en regnes, un dels quals va ser el regne de Ruanda. Els primers banyarwanda eren la gent d'aquest regne. Segons la història oral, Ruanda va ser fundada als marges del llac Muhazi a la zona Buganza, prop de l'actual ciutat de Rwamagana. En aquest temps era un petit estat en una confederació amb els regnes veïns més grans i més potents, Bugesera i Gisaka. el regne va ser envaït pels bunyoro al voltant de 1600, i els reis es van veure obligats a fugir cap a l'oest, però el regne va sobreviure i una nova dinastia, la Nyiginya, va ser constituïda per Ruganzu Ndori, qui va començar a expandir-se de la seva base a Nyanza. A mesura que el regne es va expandir, les persones a les zones conquistades esdevingueren part de la identitat banyarwanda. El regne va arribar al màxim durant el segle xix sota el regnat del rei Kigeli Rwabugiri. Rwabugiri va iniciar diverses reformes administratives a la cultura banyarwanda; inclòs l'ubuhake, en qui els patrons tutsis cedien ramat i, per tant, un estatut privilegiat, als clients hutus o tutsis, a canvi d'un servei econòmic i personal, i uburetwa, un sistema de corvees en el que els hutus eren obligats a treballar pels caps tutsi. Els canvis de Rwabugiri va causar un distanciament creixent entre les poblacions hutu i tutsi. Els twa estaven millor que en els dies anteriors a la unificació, alguns van esdevenir dansaires a la cort reial, però el seu nombre va continuar disminuint.

### Migracions i influència colonial
El primer èxode de banyarwanda ètnics de la jurisdicció del regne de Ruanda van ser el banyamulengue, que van creuar el riu Ruzizi al Kivu del Sud (Congo Belga). L'historiador ruandès Alexis Kagame va escriure el 1972 que els soldats del rei Kigeli II es van establir al Congo al segle xvii, encara que Gérard Prunier posa en dubte aquesta hipòtesi, indicant que Kagame tenia "una tendència a exagerar el poder de l'antic regne de Rwanda." Els historiadors internacionals creuen que la primera afluència significativa de banyarwanda a Kivu del Sud es va produir en la dècada de 1880, encara que alguns intel·lectuals congolesos ho qüestionen. Els estudiosos citen dues raons principals per a la migració: la primera és que els migrants estaven compostos de tutsis tractant d'evitar els cada vegada més alts impostos establerts per Rwabugiri, mentre que la segona és que el grup fugia de la violenta guerra de successió que va esclatar després de la mort de Rwabugiri en 1895. Aquest grup estava format majoritàriament per tutsis i els seus abagaragu (clients) hutu que havien estat icyihuture (convertit en tutsi), el que negava la tensió interètnica. Es van instal·lar per sobre de la plana de Ruzizi a les muntanyes Itombwe. L'altiplà, qui tenia una altitud de 3.000 metres, no podia aguantar l'agricultura a gran escala però permetia el pasturatge. Amb el temps, els banyamulengue s'identificaren menys com banyarwanda i més com a congolesos. Com que s'havien assentat al país abans de l'època colonial, van ser tractats més endavant com una minoria ètnica nativa del Congo en comptes de com a migrants o refugiats.
A la fi del segle xix, el territori de Ruanda va ser assignat a Alemanya, el que marca el començament de l'era colonial. Els primers contactes importants entre els banyarwanda i els europeus es va produir en 1894 quan l'explorador Gustav Adolf von Götzen va creuar Ruanda des del sud-est fins al llac Kivu i es va trobar amb el rei. Els alemanys no alteraren significativament l'estructura social del país, sinó que exerciren influència recolzant al rei i la jerarquia existent i delegant el poder als caps locals. Les forces belgues van prendre el control de Ruanda i Burundi durant la Primera Guerra Mundial, i van governar el país molt més directament. Tant els alemanys com els belgues van promoure la supremacia tutsi, considerant hutus i tutsis races diferents mentre minimitzaven l'etnicitat de Ruanda. En 1935 els belgues van introduir les targetes d'identitat classificant cada individu com a tutsi, hutu, twa o naturalitzat. Mentre que abans havia estat possible per als hutus benestants esdevenir tutsis honoraris, les targetes d'identitat evitaven qualsevol moviment entre les classes. El període de govern belga va marcar el segon major èxode banyarwanda, aquesta vegada predominantment hutu; en 1926 un canvi de la legislació laboral dels belgues va permetre als ruandesos a buscar feina a l'estranger, i molts marxaren a Kivu del Nord al Congo Belga, així com a les colònies britàniques d'Uganda i el Territori de Tanganyika. Una gran fam en la dècada de 1940, així com la necessitat belga de treballadors a Kivu del Nord, va accelerar aquest procés. Els ruandesos migrants a Kivu del Nord foren coneguts com a banyamasisi.

### Història recent
El 1959, després d'una dècada de tensió creixent entre els tutsis i els hutus, es va produir una revolució social a Ruanda. Activistes hutus van començar a matar tutsis, capgirant els segles de dominació tutsi entre els ganyarwanda. Els belgues va canviar de cop i volta llurs lleialtat, esdevenint pro-hutu i la monarquia ruandesa va ser abolida el 1962 després d'un referèndum. Després Ruanda va obtenir la seva independència com a república, sota el lideratge hutu. A mesura que la revolució avançava, els tutsis van començar a abandonar el país per escapar de les purgues hutus, establint-se en els països veïns Burundi, Uganda, Tanzània i el Zaire. Aquests exiliats, a diferència dels banyarwanda que migraren durant l'era pre-colonial i colonial, foren considerats com a refugiats en els seus països d'acollida, i gairebé immediatament van començar a agitar-se per tal de tornar a Ruanda. Van formar grups armats, coneguts com a inyenzi (paneroles), que van llançar atacs contra Ruanda; aquests no van tenir molt èxit, i va donar lloc a assassinats en represàlia de tutsis i encara més exiliats tutsis. Pel 1964, més de 300.000 tutsis havien fugit i eren obligats a romandre en l'exili durant les següents tres dècades. La discriminació pro-Hutu continuava a la pròpia Ruanda, encara que la violència contra els tutsis es va reduir una mica després del cop de 1973. Els twa, la classe minoritària dels banyarwanda, va romandre marginada, i el 1990 la majoria foren forçats a deixar els boscos; molts esdevingueren captaires.
En la dècada de 1980, un grup de 500 banyarwanda refugiats a Uganda, dirigits per Fred Rwigyema va lluitar amb el rebel Exèrcit de Resistència Nacional (NRA) a la Guerra Civil ugandesa, qui va veure Yoweri Museveni enderrocant Milton Obote. Aquests soldats van romandre en l'exèrcit d'Uganda Després de la inauguració de Museveni com a president d'Uganda, però simultàniament va començar la planificació d'una invasió de Ruanda a través d'una xarxa encoberta en els comandaments de l'exèrcit. En 1990 els soldats van trencar files i va començar la invasió del nord de Ruanda com a Front Patriòtic Ruandès (FPR), iniciant la Guerra Civil ruandesa; Cap de les parts fou capaç d'obtenir un avantatge decisiu, i en 1993 el govern ruandès i el FPR van signar un alto el foc. Aquest va acabar el 6 d'abril de 1994 quan l'avió del president Habyarimana fou derrocat vora l'aerport de Kigali, i ell va morir. L'enderroc de l'avió va servir com el catalitzador per al genocidi de Ruanda, que va començar a les poques hores. Al llarg d'aproximadament 100 dies, entre 500.000 i 1.000.000 tutsis i hutus políticament moderats foren assassinat en atacs ben planejats ordenats pel govern interí. També foren assassinats molts, encara que no foren amenaçats directament. El FPR va reiniciar la seva ofensiva i va prendre el control del país metòdicament, i a mitjans de juliol havia assolit el control de tot el país.
La victòria dels rebels tutsi va conduir a un nou èxode banyarwanda, aquesta vegada dels hutus que temien represàlies després del genocidi. Es formaren camps de refugiats més grans al Zaire,i foren controlats efectivament per l'exèrcit i el govern de la forma de l'antic govern hutu, inclosos molts líders del genocidi. Aquest règim era determinat a tornar al poder a Ruanda i va començar a rearmar-se, matant tutsis residents al Zaire i llançant incursions transfrontereres en conjunció amb 'el grup paramilitar Interahamwe.
Per a finals de 1996, els militants hutus representaven una seriosa amenaça al nou règim de Ruanda, provocant una contraofensiva de Paul Kagame. L'exèrcit ruandès va unir forcs amb els grups tutsis zairesos, inclosos els banyamulenge i banyamasisi, atacant els camps de refugiats. Molts refugiats retornaren a Ruanda, mentre que altres s'aventuraren més a l'oest a l'interior del Zaire. Un grup rebel hutu conegut com les Forces Democràtiques d'Alliberament de Ruanda, que buscava restaurar l'estat hutu a Ruanda, roman actiu a la República Democràtica del Congo en 2014.

## Cultura

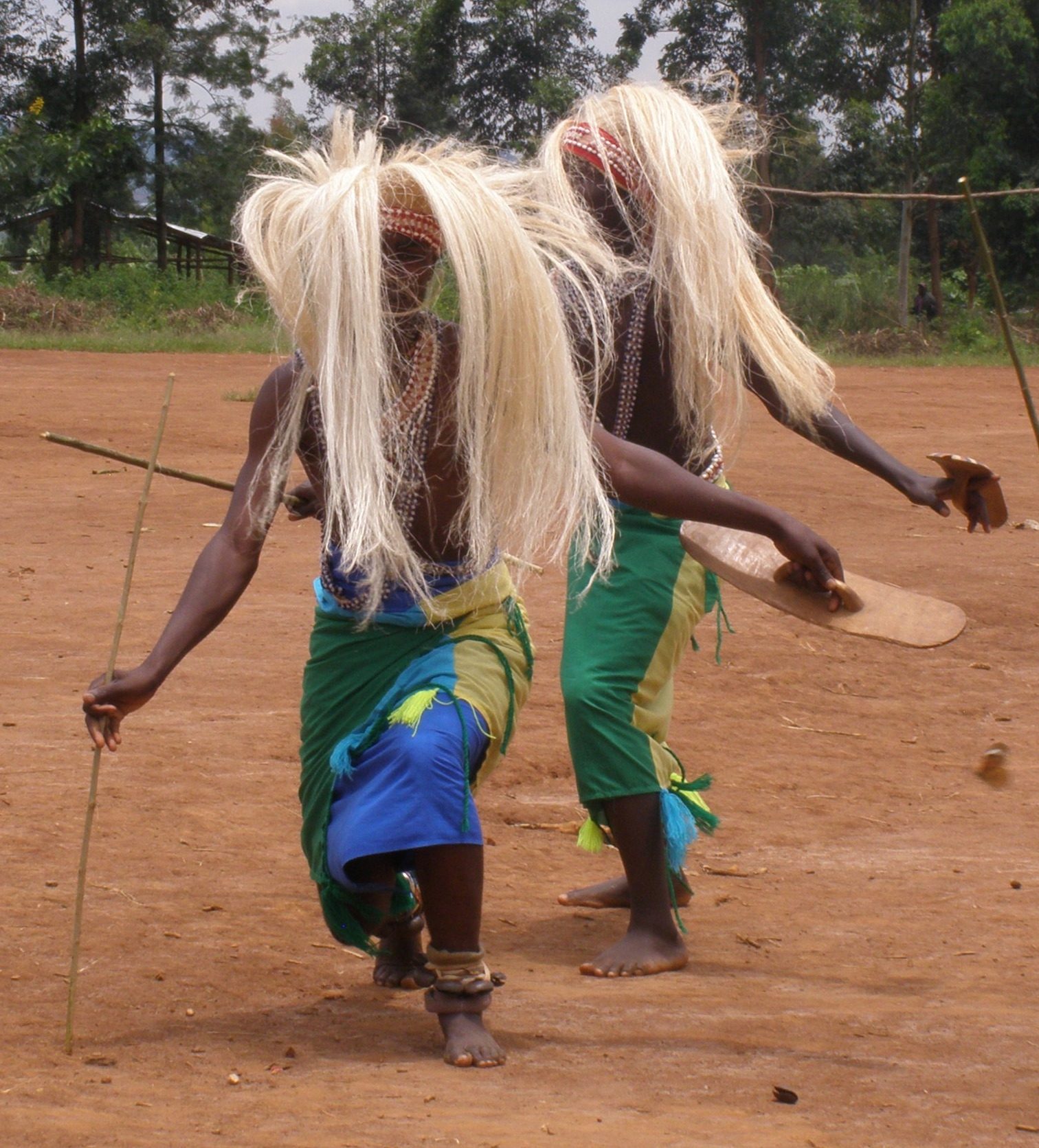
Dansaires tradicionals intore

La música i la dansa són part integrant de les cerimònies, festivals, trobades socials i narració de contes banyarwanda. El més famós ball tradicional és una constant rutina altament coreografiada en tres components: umushagiriro, dansa de la vaca, que realitzen les dones; intore, o la dansa dels herois, realitzada pels homes; i els tambors, tradicionalment realitzades pels homes, amb els tambors coneguts com a ingoma Tradicionalment, la música es transmet oralment, amb estils que varien entre hutu, tutsi i twa. Els tambors són de gran importància; els tambors reials van gaudir d'alt estatus a la cort del rei. Els tabalers toquen junts en grups de mida variable, generalment entre set i nou en total.
Tradicionalment, les dones de Ruanda en edat de casar-se i els homes d'alt estatus de Ruanda feien servir el pentinat amasunzu, amb els cabells pentinat en elaborades crestes.
Els banyarwanda produeixen una considerable quantitat d'arts i oficis tradicionals. Les cistelles i bols teixits són especialment comuns. L'Imigongo, un art amb fem de vaca, es produeix al sud-est de Ruanda, amb una història que data de quan la regió era part del regne independent de Gisaka. El fem es barreja amb els sòls naturals de diferents colors i es pinten crestes modelades per crear formes geomètriques. Altres artesanies inclouen la ceràmica i fusta tallada. Els estils de habitatge tradicionals es fan usant materials locals; les llars de fang circular o rectangular amb cobertes de gespa (conegudes com a nyakatsi) són les més comunes. El Govern ha iniciat un programa per reemplaçar-les amb materials més moderns com el ferro corrugat.

### Llengua i literatura
Kinyarwanda (també conegut de vegades com a llengua rwanda) és la llengua nativa dels banyarwanda, i és parlat com a llengua materna per la majoria dels banyarwanda a Rwanda, així com els del Congo i Uganda El kinyarwanda és una llengua bantu, i és mútuament intel·ligible amb el kirundi, la llengua oficial de Burundi i ha, llengua de Tanzània occidental; plegades aquestes llengües formen part del més ampli continu dialectal conegut com a rwanda-rundi. Amb més de 10 milions de parlants kinyarwanda, i al voltant de 20 milions de rwanda-rundi en el seu conjunt, és una dels més gran de les llengües bantus. La llengua probablement hauria estat introduïda a la zona del Camerun Durant l'expansió bantu, tot i que l'escala de temps i la naturalesa d'aquesta migració no es coneix concloentment. És probable que la migració provoqués que el kinyarwanda reemplacés la llengua nativa dels twa, i els tutsis podrien haver també parlat originalment una llengua separada, sota la hipòtesi que haurien emigrat de les regions parlants de llengües nilòtiques.
Com la majoria d'altres llengües bantus, el kinyarwanda és una llengua tonal i aglutinant: la majoria de les paraules es formen com una sèrie de morfemes, comprenent un prefix, el mot i de vegades un preprefix. Els substantius es divideixen en setze classes, que cobreixen els substantius plural i singular. Algunes de les classes s'utilitzen exclusivament per a tipus particulars de substantius; per exemple, les classes 1 i 2 són per als substantius relacionats amb celebritats, singular i plural respectivament, els graus 7, 8 i 11 es refereixen a les grans versions dels noms en altres classes, i la classe 14 és per substantius abstractes. Els adjectius aplicats als substantius generalment prenen un prefix que coincideixi amb el prefix del substantiu. Per exemple, la paraula abantu (poble) és la classe nominal 2 amb preprefix a- i prefix ba-; quan aplica l'adjectiu -biri (dos) al substantiu, pren la classe 2 prefix ba-, o bé "dues persones" traduït com a abantu babiri; ibintu (coses) és una classe nominal 4 amb prefix bi-, així "cues coses" es tradueix com a ibintu bibiri.
Els banyarwanda no tenen una llarga història de la literatura escrita, i existeixen molt pocs textos històrics en llengua kinyarwanda. L'escriptura es va introduir durant l'època colonial, però la major part d'autors de Ruanda d'aquest temps van escriure en francès. Hi ha, però, una forta tradició de literatura oral entre els banyarwanda. La cort reial incloïa poetes (abasizi), que recitaven versos kinyarwanda sobre temes com el llinatge reial, així com la religió i la guerra. La història i els valors morals eren passats de generació en generació de boca a boca, i la tradició oral era usada com una forma d'entreteniment en l'època precolonial. La figura literària més famosa de Ruanda va ser Alexis Kagame (1912–1981), qui investigar i publicar sobre les tradicions orals, així com la seva pròpia poesia.